# Cymodopsis sphyracephalata
Cymodopsis sphyracephalata is een pissebed uit de familie Sphaeromatidae. De wetenschappelijke naam van de soort is voor het eerst geldig gepubliceerd in 1977 door Hurley & Jansen.